# Bracia Witalijscy

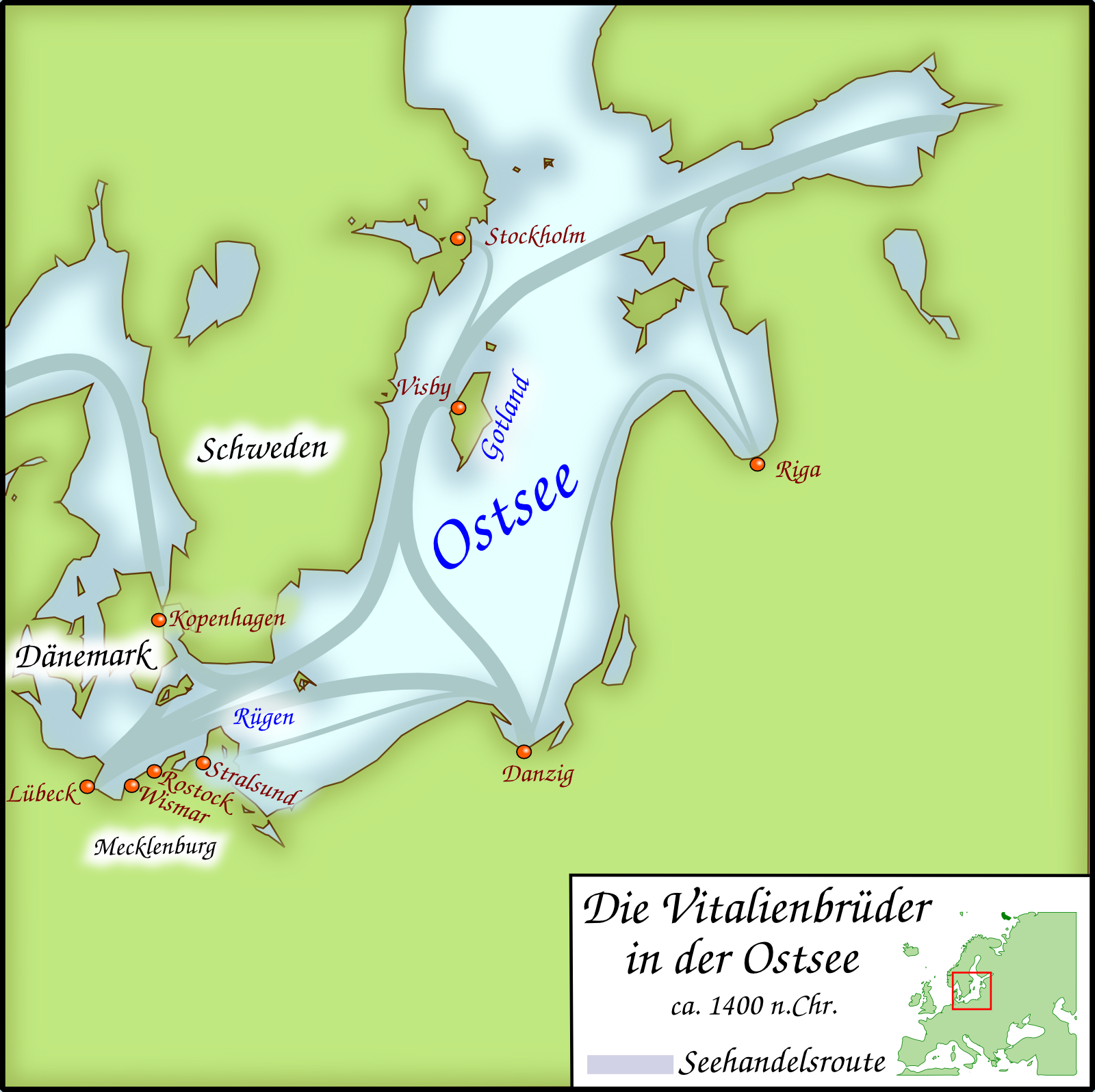
Obszar działania Braci Witalijskich na Bałtyku z zaznaczeniem najważniejszych szlaków handlowych

Bracia Witalijscy (łac. Fratres Vitalienses; nazwa własna Likedeelers) – piraci działający na Morzu Bałtyckim na przełomie XIV i XV wieku. 
Początkowo prowadząc w rejonie bałtyckim działalność kaperską w służbie europejskich władców, z czasem zrezygnowali z listów kaperskich i zajęli się pospolitym piractwem, stając się postrachem Morza Bałtyckiego. Nazwa Likedeelers dosłownie oznaczała równodzielących, dlatego wśród ubogiej ludności mieli opinię „dobrych rozbójników”, podobnie jak Robin Hood czy Janosik.

## Początki
W 1389 wynajęci przez Albrechta Meklemburskiego, mieli za zadanie zaopatrywać oblegany przez Duńczyków Sztokholm w żywność (wiktuały), od czego miała w różnych językach powstać ich nazwa – szw. fetaliebröder, vitaliebröder, niem. Vitalienbrüder, ang. Victual Brothers/Brotherhood), Vitalians.
W 1393 po raz pierwszy splądrowali Bergen, a w 1394 zdobyli Malmö. Napadali także na Turku (Abo), Wyborg (Viipuri), Faxeholm, Styresholm i Korsholm oraz okupowali tereny we Fryzji i Szlezwiku. W konflikcie z duńską królową Małgorzatą opanowali w 1394 Gotlandię i jej główne miasto Visby, które stało się ich główną siedzibą. Wraz ze wzrostem swego potencjału oraz coraz śmielszymi działaniami stali się głównym zagrożeniem dla handlowej floty Ligi Hanzeatyckiej. Ich działalność spowodowała znaczny wzrost cen i ogromny spadek obrotu towarowego ze sparaliżowaniem wymiany handlowej w rejonie Bałtyku. W kwestii ich zwalczania królowa Danii próbowała porozumieć się z angielskim Ryszardem II.
W 1396 duńska flota wypłynęła z Kalmaru kierując się na Visby, by osaczyć tam piratów, nie napotkawszy ich jednak, zawrócono. Nastąpiło wtedy przypadkowe spotkanie z flotyllą hanzeatów (w której uczestniczyli gdańszczanie) i omyłkowo doszło do starcia, w wyniku którego zwycięscy hanzeaci wyrzucili do morza niemal osiemdziesięciu Duńczyków. Gdy następnie sami dotarli do Visby, okazało się, że rzekomy sukces był w istocie tragiczną pomyłką. Wówczas niechętni walce z Duńczykami lubeczanie poróżnili się z gdańszczanami i na ulicach Visby doszło do ponownej tego dnia bitwy między sojusznikami. W rezultacie powracający z wyprawy Bracia Witalijscy bez własnego udziału odnieśli zwycięstwo w rozprawie z siłami duńsko-hanzeatyckimi. 
W zwalczaniu Bractwa m.in. uczestniczyły też okręty należącego do Hanzy Kołobrzegu.

## Usunięcie z Gotlandii

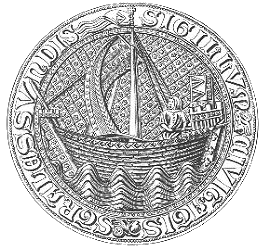
Średniowieczna koga na hanzeatyckiej pieczęci Stralsundu

W 1398, niedługo po zawarciu unii kalmarskiej, w końcowej fazie walk Małgorzaty o Szwecję, gdy Meklemburczycy udostępniali jeszcze swe porty korsarzom, krzyżacy pod wodzą Konrada von Jungingena w karnej ekspedycji zajęli Gotlandię i przepędzili stamtąd Braci Witalijskich. Potężna flota złożona z 84 okrętów i przewożąca 4000 wojska (w tym 50 braci zakonnych) wypłynęła 17 marca 1398, po 4 dniach dotarła na Gotlandię i wylądowała w pobliżu pirackiego zamku Västergarn. Atak wojsk zakonnych był zupełnym zaskoczeniem: skapitulowały zamki Västergarn, Varvsholm-Landeskrone i Slite. Flota weszła również do portu miasta Visby, gdzie równocześnie nastąpił atak na mury obronne z lądu; piraci skapitulowali 5 kwietnia. W latach 1403–1404 krzyżacy bronili zajętej Gotlandii w wojnie toczonej ze Szwecją i Danią. 
Wydarzenie to skutecznie podcięło istnienie pirackiej organizacji na Bałtyku. Część piratów schroniła się w północnej Szwecji (Norrlandia), inna udała się do zachodniej Finlandii oraz na wyspy Ertholmene w pobliżu Bornholmu. Główna grupa pożeglowała przez cieśninę Kattegat i opływając północną Danię, schroniła się na wybrzeżu wschodniofryzyjskim. Część pozostała na Bałtyku i operowała z zatoki Schlei (odnogi Zatoki Kilońskiej na wschodnim wybrzeżu Płw. Jutlandzkiego), z której w pobliżu dawnego Haithabu istniała dogodna przewłoka do rzeki Treene – dopływu Eider uchodzącej do Zatoki Helgolandzkiej Morza Północnego po zachodniej stronie Płw. Jutlandzkiego, co eliminowało konieczność opływania go przez Kattegat i Skagerrak znacznie skracając podróż pomiędzy tymi morzami. Przywódcami Witalijczyków byli wówczas Gödeke Michels i Klaus Störtebeker – doświadczeni żeglarze, wcześniej napadający statki w Zatoce Helgolandzkiej i u wybrzeży Niderlandów.

## We Fryzji i na Morzu Północnym
Przejmując inicjatywę Hanza zdecydowała ostatecznie rozprawić się z piratami, których liczebność oceniano na 1500 ludzi. W pierwszym rzędzie skierowano uwagę na Fryzyjczyków, którzy udostępniali Braciom Witalijskim kwatery zimowe. W 1400 podczas akcji przeszukiwania zatok fryzyjskiego wybrzeża przez tzw. kogi pokoju, zlikwidowano 80 piratów. Kolejnych 25 zostało wydanych wojskom Hanzy i straconych na rynku w Emden.

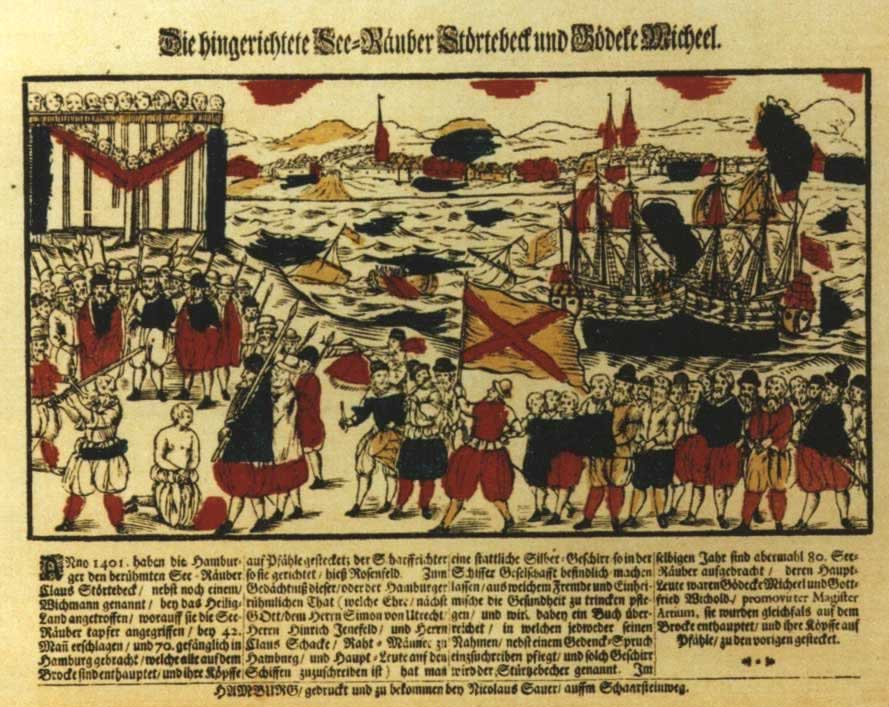
Egzekucja Störtebekera w Hamburgu (ulotka wydana na 300-lecie kaźni)

Zimą 1401 zadano kolejny cios. W hanzeatyckim Hamburgu, z inspiracji rajców miejskich Hermanna Lange i Nikolausa Schocke, przygotowano specjalnie wysposażony okręt nazwany potocznie „Łaciatą Krową” (Bunte Kuh), który postawiono na czele flotylli wojennej zamaskowanej jako handlowa. Wskutek zasadzki w pobliżu wyspy Helgoland, zaplanowanej i dokonanej przez niderlandzkiego żeglarza Simona van Utrecht, do niewoli dostało się 70 piratów, a 40 zginęło w walce. Wśród schwytanych znajdował się jeden z legendarnych przywódców – Klaus Störtebeker. Po procesie zostali straceni na hamburskiej wyspie Grasbrook poprzez ścięcie mieczem, a ich głowy na palach wystawiono wzdłuż rzeki. 
Przywódcę pozostałych na wolności piratów – Gödeke Michelsa, ujęto latem 1402 i potraktowano podobnie. Te spektakularne wydarzenia nie oznaczały jednak zakończenia działalności Braci Witalijskich, którzy jeszcze w 1429 splądrowali i spalili Bergen w Norwegii. Ścigano ich i zwalczano na Morzu Północnym aż do 1488 roku. Byli już wtedy na wpół legendarną organizacją piracką. Po 1435 zanikają wszelkie świadectwa o nich w historiografii. Samo ujęcie Störtebekera było dla Hanzy tak doniosłym wydarzeniem, że imieniem kapitana Simona van Utrecht nazywano później mosty i ulice w miastach Ligi. W 1897 poświęcono mu również jeden z czterech monumentów na hamburskim moście Kerstena Milesa między St. Pauli a Neustadt (zdewastowany w 1985 przez politycznych wandali).

## W tradycji historyczno-kulturowej
Z kolei nazwiska Störtebeckera i najsłynniejszych piratów miały utrwalić się w meklemburskich podaniach i pieśniach ludowych. W nowszych czasach wokół postaci samego Störtebekera powstały liczne utwory: np. w XVIII w. opera Reinharda Keisera (1701), a także wystawiona w Hamburgu sztuka (1783). W XVIII stuleciu powstała jeszcze kolejna opera, dwie sztuki teatralne, pięć poetyckich i dziewięć utworów prozatorskich. Po I wojnie światowej poświęconą mu ważniejszą powieść historyczną napisał Georg Engel (1920). Od 1917 imieniem Störtebekera nazywano w Niemczech kolejne okręty (często szkolne) i statki. Jedynie w latach 1900-1945 można było o nim i jego współtowarzyszach naliczyć 4 ballady, słuchowsko radiowe, 10 sztuk teatralnych oraz 18 powieści i opowiadań. Mit Witalijczyków i Störtebekera wykorzystywali również chętnie naziści jako „nordyckiego buntownika” z prawem rabowania sąsiednich ludów.
Nowego znaczenia nabrała działalność Braci Witalijskich w ostatnim okresie powojennym, kiedy propagandowo dopatrywano się w nich bojowników przeciwko feudalnemu porządkowi społecznemu, co znalazło szczególny wyraz w zideologizowanej literaturze wschodnioniemieckiej. Autorem poświęconej im powieści historycznej Die Vitalienbuder (w tłum. polskim Korsarskie bractwo) był Willi Bredel – jeden z czołowych pisarzy wschodnioniemieckiego socrealizmu. Z kolei Kurt Barthel był autorem populistycznego widowiska plenerowego Klaus Störtebeker odtwarzanego w naturalnej scenerii na Rugii. 
Równolegle powstawały utwory literackie w strefie zachodniej (np. powieść Georga Kranicha), jak również popularyzujące temat komiksy. W nowszej literaturze niemieckiej historyczno-przygodowe ujęcia tematu Störtebekera i Braci Witalijskich stworzyli m.in. Thomas Einfeldt, Berndt List, Klaus Scheidt, Wilhelm Lobsien, Hans G. Stelling.